# Natación en los Juegos Olímpicos de Pekín 2008 – 100 metros estilo espalda femenino

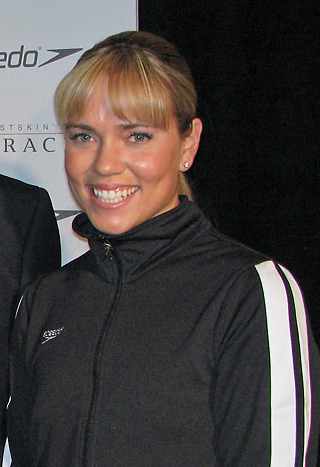
Esta es Natalie Coughlin, la ganadora, después de hacer un gran logro en su vida

La competición de 100 metros espalda femenino en los Juegos Olímpicos de Pekín 2008 se realizó del 10 al 12 de agosto de 2008 en el Centro Acuático Nacional de Pekín.

## Récords
Antes de esta competición, el récord mundial y olímpico existentes eran los siguientes:
| Récord mundial  | Natalie Coughlin | 58,97 | Omaha, Estados Unidos | 1 de julio de 2008   |
| Récord olímpico | Natalie Coughlin | 59,68 | Atenas, Grecia        | 21 de agosto de 2004 |

## Resultados

### Semifinales

#### Semifinal 1
| Pos. | Calle | Nombre             | País           | Tiempo  | Notas |
| ---- | ----- | ------------------ | -------------- | ------- | ----- |
| 1    | 5     | Natalie Coughlin   | Estados Unidos | 59,43   | Q     |
| 2    | 4     | Reiko Nakamura     | Japón          | 59,64   | Q     |
| 3    | 3     | Gemma Spofforth    | Reino Unido    | 59,79   | Q     |
| 4    | 6     | Hanae Ito          | Japón          | 1:00,13 | Q     |
| 5    | 7     | Elizabeth Simmonds | Reino Unido    | 1:00,39 |       |
| 6    | 2     | Julia Wilkinson    | Canadá         | 1:00,60 |       |
| 7    | 1     | Sophie Edington    | Australia      | 1:01,05 |       |
| 8    | 8     | Kseniya Moskvina   | Rusia          | 1:01,06 |       |

#### Semifinal 2
| Pos. | Calle | Nombre             | País           | Tiempo  | Notas     |
| ---- | ----- | ------------------ | -------------- | ------- | --------- |
| 1    | 4     | Kirsty Coventry    | Zimbabue       | 58,77   | Q, RM, RO |
| 2    | 5     | Anastasía Zúyeva   | Rusia          | 59,77   | Q         |
| 3    | 6     | Margaret Hoelzer   | Estados Unidos | 59,84   | Q         |
| 4    | 3     | Laure Manaudou     | Francia        | 1:00,19 | Q         |
| 5    | 2     | Emily Seebohm      | Australia      | 1:00,31 |           |
| 6    | 1     | Nina Zhivanevskaya | España         | 1:00,50 |           |
| 7    | 7     | Antje Buschschulte | Alemania       | 1:01,15 |           |
| 8    | 8     | Elizabeth Coster   | Nueva Zelanda  | 1:01,45 |           |

### Final
| Pos.              | Calle | Nombre           | País           | Tiempo  | Notas |
| ----------------- | ----- | ---------------- | -------------- | ------- | ----- |
| Medalla de oro    | 5     | Natalie Coughlin | Estados Unidos | 58,96   | AM    |
| Medalla de plata  | 4     | Kirsty Coventry  | Zimbabue       | 59,19   |       |
| Medalla de bronce | 7     | Margaret Hoelzer | Estados Unidos | 59,34   |       |
| 4                 | 2     | Gemma Spofforth  | Reino Unido    | 59,38   | EU    |
| 5                 | 6     | Anastasía Zúyeva | Rusia          | 59,40   |       |
| 6                 | 3     | Reiko Nakamura   | Japón          | 59,72   |       |
| 7                 | 8     | Laure Manaudou   | Francia        | 1:00,10 |       |
| 8                 | 1     | Hanae Ito        | Japón          | 1:00,18 |       |